# Berlin European UK
Im Dezember 1985 wurde die Berlin Regional UK in West-Berlin gegründet. Zum Zeitpunkt der Gründung besaß die Airline eine einzige BAe Jetstream 31, die in Berlin-Tegel stationiert war.
Im Jahr 1990 änderte die Fluggesellschaft ihren Namen in Berlin European UK und leaste eine Boeing B-737 der Germania, welche die Berlin European UK nach der Wiedervereinigung Deutschlands Ende 1990 in den eigenen Flugbetrieb integrierte.